# Vario LF3/2
Vario LF3 /2 — тип чешского двустороннего частично низкопольного трамвая, выпускаемый с 2008 года. Конструктивно трамвай Vario LF3 / 2 является производным от одностороннего трехсекционного трамвая Vario LF3. LF3 / 2 — восьмиосный трехсекционный моторный трамвайный вагон с 50 % низким полом. Кузов базируется на четырёх двухосных тележках с двойной амортизацией. В электрооборудовании TV Europulse (производства Cegelec) использовалось восемь асинхронных двигателей (каждый приводит в движение одну ось) с микропроцессорной системой управления и диагностики CECOMM. Основные части электрооборудования расположены на крыше вагона над низкопольными частями. Трамвай оборудован системой визуальной и голосовой информации.